# Le Concept du continuum
 (juillet 2019).
Si vous disposez d'ouvrages ou d'articles de référence ou si vous connaissez des sites web de qualité traitant du thème abordé ici, merci de compléter l'article en donnant les références utiles à sa vérifiabilité et en les liant à la section « Notes et références ».
 (juillet 2019).
- Si vous ne connaissez pas le sujet, laissez ce bandeau (vous pouvez alors contacter les auteurs).
- Si vous supprimez le contenu mis en cause (vous pouvez préalablement contacter les auteurs),

argumentez précisément cette suppression dans la page de discussion
(un manque de référence n'est pas un argument ; une recherche réelle de référence doit avoir été effectuée, être formellement documentée).
Le Concept du continuum : à la recherche du bonheur perdu est un essai de Jean Liedloff édité en 1975 et traitant de la prise en charge des jeunes enfants par leurs parents. L'auteure y dénonce les théories ou pratiques occidentales visant à séparer très tôt le nourrisson de sa mère. Au contraire, elle cherche à démontrer la nécessité de conserver le contact physique mère-enfant jusqu'à ce que l'enfant s'en détache tout seul de manière confiante.

## Résumé
Le concept du continuum : à la recherche du bonheur perdu est un essai de Jean Liedloff (traduit de l'anglais vers le français par Véronique Van den Abeele). L'auteure y dénonce les théories ou pratiques occidentales visant à séparer très tôt le nourrisson de sa mère. Au contraire, elle cherche à démontrer la nécessité de conserver le contact physique mère-enfant jusqu'à ce que l'enfant s'en détache seul.
Son principal argument est qu'un nourrisson qui passe neuf mois au contact permanent avec sa mère ne peut être lui enlevé du jour au lendemain. Au lieu d'isoler l'enfant dans une chambre et un lit  à part, sans contact avec un autre être vivant, Jean Liedloff propose de le laisser partager la vie de la mère tant qu'il le réclame. En effet, selon elle, lorsqu'il vient au monde, l'enfant a besoin d'être rassuré sur sa propre existence et sur l'amour qu'il reçoit. Sans être capable de conceptualiser ce besoin, il ressent l'absolue nécessité d'être entouré à chaque instant comme il l'était dans le ventre de sa mère. L'auteure conseille à la mère de porter constamment son enfant pour qu'il découvre le monde à travers elle et appréhende ce qui l'entoure en toute sécurité. Lorsqu'il aura suffisamment confiance en ses propres capacités, il la quittera de lui-même pour explorer son environnement, tout en sachant à chaque instant qu'il peut revenir vers elle s'il en ressent le besoin. L'auteure fonde principalement sa démonstration sur le témoignage de son vécu dans la jungle amazonienne au contact de tribus (les Yekwanas et les Sanemas) dont elle a trouvé les membres particulièrement épanouis et heureux.

## Questions fréquentes
Les propos de Jean Liedloff vont à l'encontre des habitudes occidentales modernes conseillant généralement de rendre l'enfant indépendant le plus tôt possible. Voici les questions qui lui ont été fréquemment adressées, ainsi que ses réponses.

### L'enfant ne devient-il pas trop gâté?
La critique principale est que si on ne le force pas à se couper avec la mère, l'enfant sera trop gâté et ne pourra pas prendre son indépendance.
L'auteure soutient le contraire : si l'on apporte le maximum de soutien à l'enfant au moment où il en a besoin, il conservera tout au long de sa vie le sentiment qu'il est aimé. En revanche, en sevrant l'enfant trop tôt, on court le risque que celui-ci cherche toute sa vie à compenser ce manque d'amour et de présence des premières années de sa vie. Selon Jean Liedloff, ce sevrage peut provoquer plus tard un besoin permanent d'attirer l'attention d'autrui, voire encourager les comportements dépendants (à la drogue, à l'alcool, conduites à risque...) visant également à combler ce vide ressenti dans la petite enfance.
Jean Liedloff décrit les jeunes enfants Yekwanas comme sûr d'eux et surtout très calmes : ils ne cherchent jamais à attirer l'attention sur eux-mêmes pour se sentir aimés, pour exister. De même, si, lorsqu'il grandit, l'enfant est confronté à une épreuve majeure, il n'aura aucune honte à retourner pleurer dans les bras de sa mère - aucun enfant ne se moquera de lui.

### La vie de la maman n'est-elle pas trop bruyante pour un nourrisson?
Dans le ventre maternel, l'enfant entend constamment les battements du cœur de sa mère, les bruits de sa digestion ainsi que de nombreux sons extérieurs. Ces stimulus lui permettant de développer ses sens et de se construire une représentation du monde.
Isoler l'enfant dans une chambre à part de nombreuses heures par jour dans un lit qui étouffe les sons est pour l'auteur une absurdité, notamment à un moment de la vie où se développent la majorité de ses connexions neuronales et où sa principale occupation est d'apprendre, d'absorber "comme une éponge".

### Comment élever un enfant au contact de la mère dans les sociétés modernes?
L'ouvrage de Jean Liedloff ne permet pas réellement de distinguer cette pratique éducative de son contexte d'application dans la forêt amazonienne. On peut donc légitimement s'interroger sur les applications concrètes de cette pratique dans les sociétés occidentales, où la mère doit reprendre le travail quelques semaines après l'accouchement, par exemple. Mais cette question peut remettre en question certaines normes de ces sociétés : l'endettement et la consommation, qui obligent la mère à travailler à plein temps quitte à payer d'autres personnes pour élever son enfant (une nourrice, une crèche).
Selon l'auteure, de nombreuses pathologies des sociétés modernes (la compétition, l'utilitarisme exacerbé) sont liées au fait que l'on n'écoute pas assez les jeunes enfants. Pour y remédier, elle conseille d'appliquer ce qu'elle appelle le continuum le plus souvent possible, par exemple en dormant avec l'enfant ("co-dodo" ou "co-sleeping") ou en le portant sur la hanche en s'acquittant des tâches ménagères. Pour Jean Liedloff, quand on revient des courses il faut mieux mettre celles-ci dans la poussette et porter l'enfant dans ses bras.

## Prolongement du concept sur un plan éducatif
On retrouve dans ce concept de continuum les approches éducatives centrées sur l'enfant. Par exemple, la pédagogie Montessori recommande aussi de laisser l'enfant libre de fixer lui-même son rythme d'apprentissage. C'est également le cas des apprentissages autonomes (John Holt, Bernard Collot) et des mouvements d'"unschooling".